# レーニン広場 (ハバロフスク)
レーニン広場（レーニンひろば、ロシア語: Площадь Ленина)は、ロシアのハバロフスクにある広場。ロシア国内ではモスクワの赤の広場に次ぐ、2番目に大きな広場である。

## 歴史
1864年にニコラエフスカヤ広場として建設され、1917年に自由広場と改名された。1925年、ウラジーミル・レーニンのモニュメントが広場中央に設置された。1949年、建築家のE・マメシンが、近代的な医科大学などを含めた広場の再開発プロジェクトを実施。1950年にスターリン広場と改名され、世界労働者の日や十月革命の日に民間パレードや軍事パレードが初めて開催された。1957年、広場はレーニン広場と改名された。1998年、広場の再開発が行われた。